# 震動與控制期刊
《振動與控制期刊》（Journal of Vibration and Control）爲一份同行評審的科学期刊、内容涵蓋線性和非線性振动現象的各個面相及其控制特性。期刊創立於1995年，由賽吉出版公司出版。2014年編輯群包括美國弗吉尼亚理工学院暨州立大学鐵路技術實驗室主任梅地·阿瑪地安（Mehdi Ahmadian）、義大利帕维亚大学教授法比歐·凱薩阿特（Fabio Casciati）和義大利罗马大学法布里奇奧·瓦斯特尼教授（Fabrizio Vestroni）等。

## 論文審稿造假案
在2014年，賽吉出版公司經過14個月的調查後、因學術造假的情況撤回60篇論文。 該事件起源於前國立屏東教育大學資訊科學學系副教授陳震遠（Peter Chen）創建130多個虛假同行評審帳戶形成「同儕審查圈」（peer review ring）及「引用圈」（citation ring），以造假同行評審過程。進而使自己列名的投稿論文讓自己或自己圈内人來審稿，使之能發表在該期刊60篇的論文。 該期刊前任總編、原弗吉尼亚理工学院暨州立大学教授阿里·奈費（Ali H. Nayfeh）在調查整個事件之後不但辭掉總編輯一職，也從學術崗位退休。 事後關係人之一中華民國教育部部長蔣偉寧於2014年7月14日也引咎辭職。

## 文摘和索引
該期刊文摘和索引登錄於斯高帕斯数据库、及科学引文索引（SCI）排名前百分之20。根據期刊引证报告（JCR），該期刊2012年的影響因子為<1.966>。

## 外部連結
- 官方网站 （英文）
- Natural Hazards–incl. （页面存档备份，存于） （英文）
- Retraction Watch （页面存档备份，存于） （英文）